# نایلا رز
نایلا رز (به انگلیسی: Nyla Rose) (زاده ۳ اوت ۱۹۸۲) ورزشکار کشتی کج آمریکایی است.
او یک زن ترنس است.
او نخستین بازیکن تراجنسی در کشتی حرفه‌ای است، او در سال ۲۰۱۹ در اول الیت رسلینگ شرکت کرد.